# Fenghuang (socken i Kina, Shandong, lat 35,57, long 115,58)
Fenghuang (kinesiska: 凤凰乡, 凤凰) är en socken i Kina. Den ligger i provinsen Shandong, i den östra delen av landet, omkring 180 kilometer sydväst om provinshuvudstaden Jinan.
Genomsnittlig årsnederbörd är 670 millimeter. Den regnigaste månaden är juli, med i genomsnitt 208 mm nederbörd, och den torraste är januari, med 4 mm nederbörd.